# 乙酸镉
乙酸镉也稱醋酸镉，是化學式為Cd(CH3CO2)2的有毒化合物，常溫下為無色固體。乙酸镉是一種配位聚合物，由乙酸配體連接中心原子镉。乙酸镉可以無水合物及二水合物的形式存在，乙酸镉可由氧化鎘及乙酸反應制得：
CdO  +  2 CH3COOH   →   Cd(CH3COO)2  +  H2O

## 用途
乙酸镉可以使玻璃及陶器表面有珍珠般光澤，乙酸镉也可用於電鍍、紡織品的染整及印刷、以及硫、硒及碲的分析試劑。

## 制備
乙酸镉可以用氧化鎘和乙酸來制備，也可以用硝酸鎘及乙酸酐來制備。

## 安全性
乙酸镉是鎘的化合物，被國際癌症研究機構分類為1類致癌物。乙酸镉加熱會分解，產生有毒的氧化鎘煙霧。小白鼠口服的LD50為333mg/kg，長期接觸會影響腎臟和骨骼。